# Itocor de Gunale
Itorcor de Gunale fou germà de Torxitori I de Zori. Vers el 1113 va succeir el seu nebot Saltar de Lacon-Zori (probablement va usurpar el tron del jutjat de Gallura). Mentre el 1113 portava el títol de jutge el 1116 ja apareix només amb el títol de Donnu, és a dir, membre de la casa dels jutges de Gallura, però en posició secundària envers el jutge. No torna a ser esmentat. Va deixar una filla de nom desconegut i probablement un fill, Constantí III de Lacon, jutge de Gallura el 1146.